# Finala Ligii Campionilor 1996
Finala Ligii Campionilor 1996 a fost un meci de fotbal jucat pe 22 mai 1996 între Juventus din Italia și Ajax din Olanda. Meciul a fost blocat la 1–1 după prelungiri, la penaltiuri a câștigat Juventus cu 4–2. Acesta a fost al doilea succes al italienilor în Liga Campionilor UEFA.

## Detalii
| Juventus      | 1 – 1 (d.p.) | AFC Ajax     |
| ------------- | ------------ | ------------ |
| Ravanelli 12' |              | Litmanen 41' |

|                                                                        |       | Penaltiuri                                                    |  |
| Ciro Ferrara · Gianluca Pessotto · Michele Padovano · Vladimir Jugović | 4 – 2 | Edgar Davids · Jari Litmanen · Arnold Scholten · Sonny Silooy |  |

| Juventus | Ajax |

| JUVENTUS:                                           |    |                        |                 |     |
|                                                     |    |                        |                 |     |
| GK                                                  | 1  | Angelo Peruzzi         |                 |     |
| CD                                                  | 2  | Ciro Ferrara           |                 |     |
| LB                                                  | 3  | Gianluca Pessotto      |                 |     |
| RB                                                  | 4  | Moreno Torricelli      | Cartonaș galben |     |
| CD                                                  | 5  | Pietro Vierchowod      |                 |     |
| CM                                                  | 6  | Paulo Sousa            |                 | 57' |
| CM                                                  | 7  | Didier Deschamps       | Cartonaș galben |     |
| CM                                                  | 8  | Antonio Conte          |                 | 44' |
| FW                                                  | 9  | Gianluca Vialli (c)    |                 |     |
| FW                                                  | 10 | Alessandro Del Piero   |                 |     |
| FW                                                  | 11 | Fabrizio Ravanelli     |                 | 77' |
| Rezerve:                                            |    |                        |                 |     |
| GK                                                  | 12 | Michaelangelo Rampulla |                 |     |
| DF                                                  | 13 | Sergio Porrini         |                 |     |
| MF                                                  | 14 | Vladimir Jugović       | Cartonaș galben | 44' |
| MF                                                  | 15 | Angelo Di Livio        | Cartonaș galben | 57' |
| FW                                                  | 16 | Michele Padovano       |                 | 77' |
| Antrenor:                                           |    |                        |                 |     |
| Marcello Lippi Assistant referees: Patrule oficial: |    |                        |                 |     |

| AFC AJAX:      |    |                    |                 |     |
|                |    |                    |                 |     |
| GK             | 1  | Edwin van der Sar  |                 |     |
| RB             | 2  | Sonny Silooy       |                 |     |
| SW             | 3  | Danny Blind (c)    | Cartonaș galben |     |
| CD             | 4  | Frank de Boer      |                 | 68' |
| LB             | 5  | Winston Bogarde    |                 |     |
| CM             | 6  | Ronald de Boer     |                 | 91' |
| RW             | 7  | Finidi George      | Cartonaș galben |     |
| CM             | 8  | Edgar Davids       |                 |     |
| ST             | 9  | Nwankwo Kanu       |                 |     |
| AM             | 10 | Jari Litmanen      |                 |     |
| LW             | 11 | Kiki Musampa       |                 | 46' |
| Rezerve:       |    |                    |                 |     |
| GK             | 12 | Fred Grim          |                 |     |
| MF             | 13 | Arnold Scholten    |                 | 68' |
| MF             | 14 | Dave van den Bergh |                 |     |
| FW             | 15 | Patrick Kluivert   |                 | 46' |
| MF             | 16 | Nordin Wooter      | Cartonaș galben | 91' |
| Antrenor:      |    |                    |                 |     |
| Louis van Gaal |    |                    |                 |     |